# فرودگاه سقطرا
فرودگاه سقطرا (به انگلیسی: Socotra Airport) (به زبان بومی: مطار سقطری الدولی) یک فرودگاه همگانی و نظامی با کد یاتا SCT است . این فرودگاه در شهر سقطرا کشور یمن قرار دارد و در ارتفاع ۴۵ متری از سطح دریا واقع شده است.

## شرکت‌های هواپیمایی و مقصدهای پروازی
| شرکت‌های هواپیمایی | مقصدهای پروازی         |
| ----------------- | ---------------------- |
| فلیکس ایرویز      | ریانپورتر، صنعا، شارجه |
| یمنیه             | ریانپورتر، صنعا        |